# Дом де Мендоса

Герб рода Мендоса

Мендоса — влиятельная семья испанской знати. Члены семьи обладали значительной властью, особенно с XIV по XVII век в Кастилии. Семья происходила из деревни Мендоса (баск. mendi+oza, «холодная гора») в провинции Алава в Стране Басков.
Сеньория Мендоса стала частью Королевства Кастилия во время правления Альфонсо XI (1312—1350), и после этого Мендосы участвовали в кастильской политике, став советниками, администраторами и священнослужителями. Ветви и название семьи расширились за пределы своего первоначального ядра в более поздние века.

## Предыстория

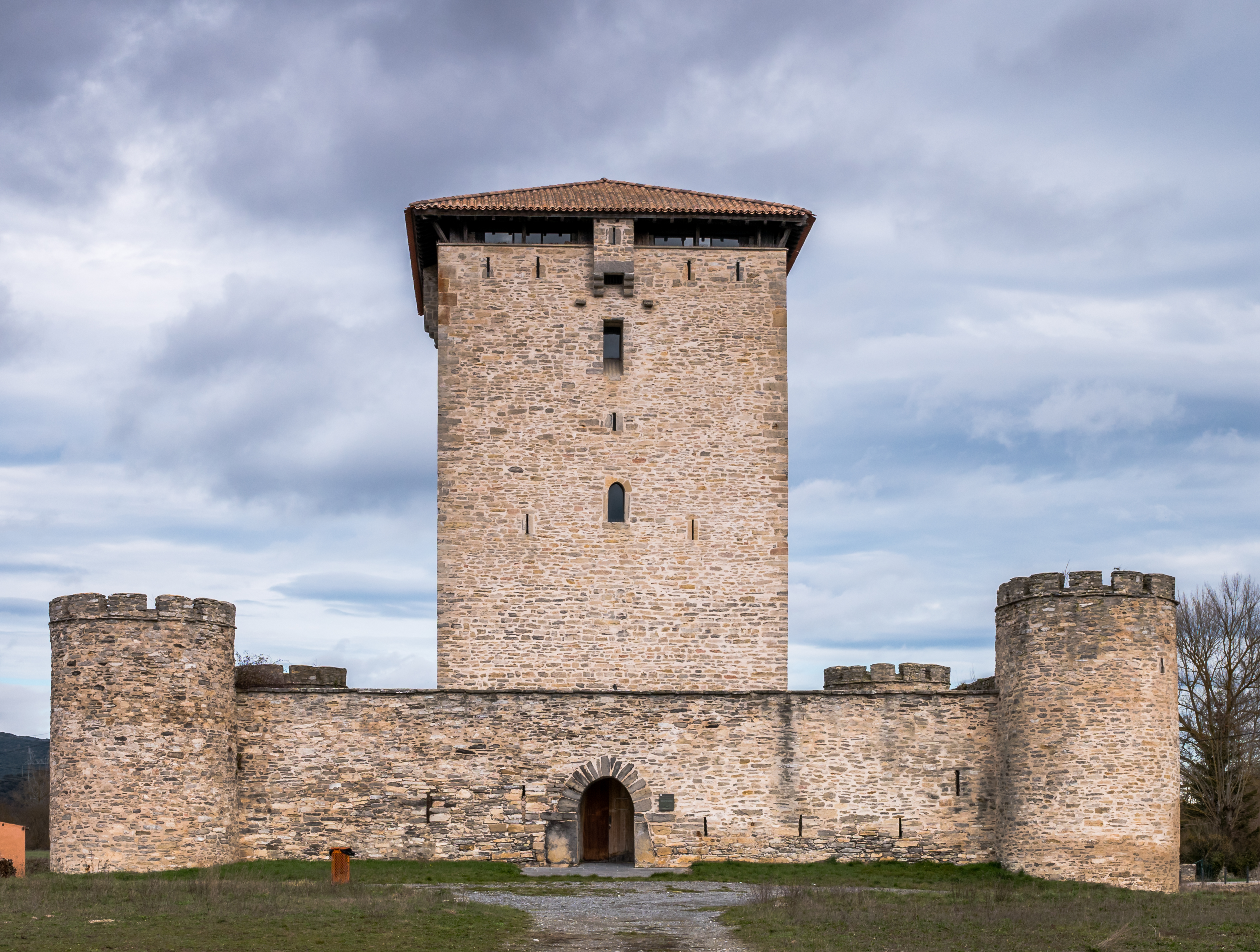
Замок Мендоса в провинции Алава

Алава представляет собой холмистый регион с основной плоской территорией (равнины Алавы), в то время ограниченный королевствами Кастилия и Наварра в XIII-XIV веках. Ранее она находился под слабым контролем Наварры и сохранила свои собственные отличительные обычаи и традиции. Город Мендоса и сама провинция Алава также были полем битвы, где конфликтующие знатные семьи этого района решали свои споры на протяжении поколений. В 1332 году Мендосы уже прожили там по крайней мере столетие, борясь с соперничающими кланами, такими как Айяла, Ороско и Веласко. Они вели себя как часть дома Аро, ещё одного могущественного клана стран Басков.
Как только кастильская гражданская война подошла к концу с триумфом королевы Изабеллы Кастильской, баскские межклановые войны, как правило, также прекратились, но ещё задолго до этого, начиная с XIV века, Мендоса боролись за положение и привилегии в Кастилии, расширяя военная власть. В силу статуса Мендосы как рыцарей и свободных людей, они стали кастильской знатью с аннексией Алавы (идальго). Все представители дворянского сословия были рыцарями, администраторами или юристами и служили в администрации королевства. Обязанностью самой большой семьи было формирование и содержание местной армии, которую они могли предоставить, если её призовет король. Высшая знать стала прямыми вассалами короля.

## Мендосы в XIV веке

### Гонсало Яньес де Мендоса
Первым Мендосой, занявшим высокое положение в Кастилии, был Гонсало Яньес де Мендоса (+ 1359). Во время Реконкисты он сражался в битве при Рио-Саладо в 1340 году и в осаде Альхесираса (1342—1344) против мусульманских эмиратов Испании. Он служил главным егерем короля Альфонсо XI и поселился в Гвадалахаре, в которой он правил после женитьбы на сестре Иньиго Лопеса де Ороско. Ороско, ещё один выходец из Алавы, получил пост мэра в награду за свои военные услуги королю. Позже эта схема повторялась в семье несколько раз: служа королю на войне, они получали престижные должности. Используя эти должности, они затем женятся на власти и богатстве.

### Педро Гонсалес де Мендоса
Сын Гонсало, Педро Гонсалес де Мендоса (1340—1385) участвовал в кастильской гражданской войне (1366—1369). Он сильно помог судьбе своей семьи, встав на сторону своего сводного брата Энрике II, а не Педро Жестокого, поскольку линия Энрике в конечном итоге выиграла войну. Педро был взят в плен Эдуардом, Чёрным Принцем, в битве при Нахере, сокрушительном поражении сил Энрике II, но в конце концов был освобожден после того, как Эдуард покинул сторону Педро, чтобы вернуться в Англию. Педро запомнили как героя за его действия в битве при Алжубарроте, ещё одном сокрушительном поражении кастильцев. Когда король Кастилии Хуан I лишился своего коня, Педро дал ему свою лошадь, чтобы он мог бежать. Затем Педро Гонсалес был убит в битве, и ему некуда было сбежать. Тем не менее, его услуги помнили, и семья Мендоса продолжала расти во власти и богатстве.
Педро также был поэтом, чьи произведения включают примеры галисийской традиции, серрана и коплас еврейской любви.

### Диего Уртадо де Мендоса
Диего Уртадо де Мендоса унаследовал титул и владения своего отца Педро. Он женился на внебрачной дочери короля Энрике II, а позже женился на Леонор Лассо де ла Вега, исключительно влиятельной вдове с хорошими связями и главе дома престижного дома Лассо де ла Вега. Этот брак объединил обе семьи и их титулы под домом Мендосы. Король Кастилии Энрике III назначил его адмиралом Кастилии, и он воевал против Португалии в качестве командующего флотом. Тем не менее, из трех сражений, которыми он руководил, его войска проиграли во всех. Когда он умер, он считался одним из самых богатых людей Кастилии.

### Иньиго Лопес де Мендоса

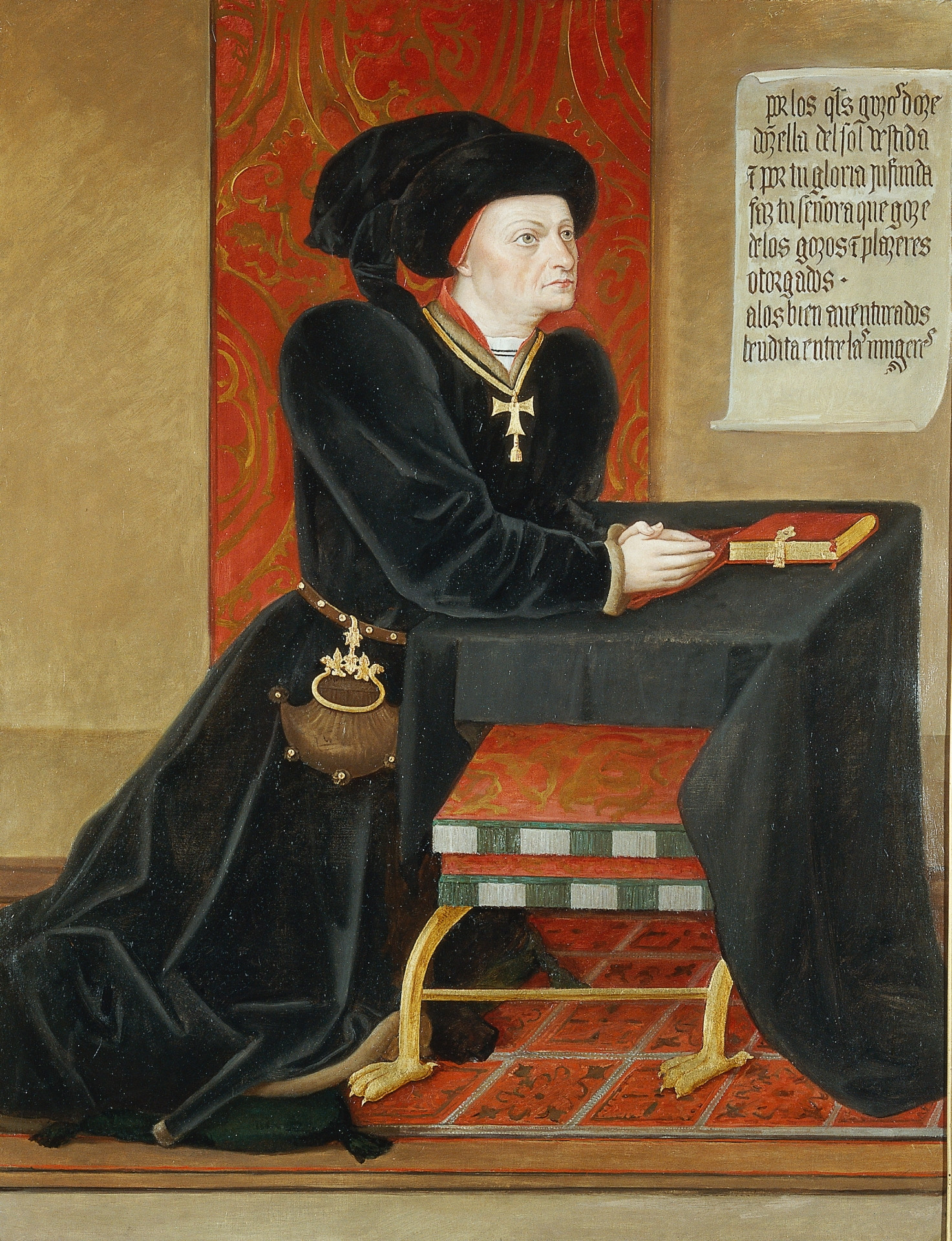
Иньиго Лопес де Мендоса, 1-й маркиз де Сантильяна

## Мендосы в XVI веке
Верность семье, которую продемонстрировали дети 1-го маркиза Сантильяна, не сохранилась в следующем поколении. После смерти кардинала руководство семьи вернулось к власти под властью констебля Кастилии, живущего в Бургосе, Бернардино Фернандеса де Веласко (1454—1512), внука 1-го маркиза Сантильяны по материнской линии, что, по мнению историка, является аномалией, в ущерб Иньиго Лопесу де Мендоса-и-Луна, 2-му герцогу Инфантадо (1438—1500), чей дом находился в Гвадалахаре. Бернардино будет тем, кто будет руководить кланом Мендоса в критические годы, когда корона переходила от Трастамара к Габсбургам. Но констебль оказался впереди герцога дель Инфантадо, менее склонного выполнять приказы единоличного лидера. Те же самые размеры власти, которые кардинал заверил молодому поколению семьи, позволили её членам сделать более независимую политическую карьеру.

### Упадок и падение
Дворец Инфантадо в Гвадалахаре не переставал быть материальным центром семьи. Мендосы, оставшиеся в Кастилии, приняли руководство констебля, но даже в этой группе возникли разногласия, особенно между герцогом Инфантадо и графом Коруньи, которые ослабили сплоченность семьи как политической и военной единицы. Семейному союзу ещё больше угрожали действия двух внуков Сантильяны: старшего сына кардинала Родриго, маркиза Сенете, и второго графа Тендилья.

### Родриго Диас де Вивар-и-Мендоса

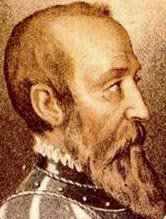
Родриго Диас де Вивар-и-Мендоса

Маркиз Сенете и граф Сид действовали во всех отношениях совершенно независимо от группы Мендосы, побуждаемые их надменным и надменным характером. Из своих поместий в Гранаде, где благодаря своему отцу-кардиналу он владел обширными владениями, он занял пост управляющего тюрьмой Гуадикс и стал членом Совета Гранады. Маркиз Сенете сделал карьеру, отмеченную дерзостью, оппортунизмом и скандалами. В 1502 году он тайно женился, а в 1506 году похитил женщину, на которой Изабелла Католичка запретила ему жениться. В 1514 году корона обвинила его в том, что он вошел в город Валенсия полностью вооруженным, без королевской санкции, а в 1523 году он снова без разрешения объединил свои силы со своим младшим братом, графом Мелито, чтобы подавить восстание гильдий. В 1535 году его вторая дочь, наследница титула и состояния, вышла замуж за наследника графа Инфантадо, вернув титулы центральному дому Мендосы.

### Диего Уртадо де Мендоса
Карьера Диего Уртадо де Мендосы, графа Мелито и старшего брата маркиза Сенете, имеет совершенно иные черты. Мелито выполнял умеренно важную роль вице-короля Валенсии в первые годы правления Карла V, во время восстания братств.

### Ана де Мендоса-и-де-ла-Серда

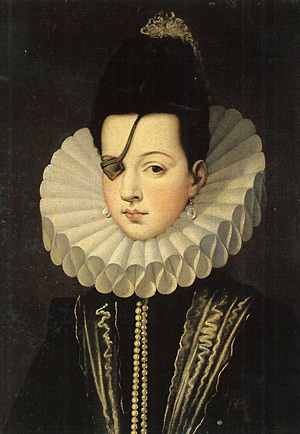
Ана де Мендоса-и-де-ла-Серда

Внучка графа Мелито, она вышла замуж за Руи Гомеса де Сильва, фаворита Филиппа II, в 1553 году. Пара, получившая в 1559 году титул принцев Эболи, стала центром политической партии при дворе. До политики герцога Альбы «закрытой Испании» Мендоса были пропагандистами Испании, «открытой» для новых идей.
Период, отмеченный подъёмом политики Эболи в Кастилии, который длится с 1555 года до смерти Руя Гомеса в 1573 году. Эта политика «открытой Испании» была не типичной для дома Мендосы в целом, а скорее для ветви семьи, происходящие от кардинала Мендосы, для которых он создал надлежащие основы власти в королевствах Гранада и Валенсия.

### Иньиго Лопес де Мендоса-и-Киньонес
Самым известным и способным из внуков Сантильяны был Иньиго Лопес де Мендоса, 2-й граф Тендилья (1440—1515). Благодаря влиянию своего дяди, кардинала Мендосы, Тендилья был назначен генерал-капитаном королевства Гранады и начальником тюрьмы Альгамбры. Он был способен на ослепительные жесты, как его двоюродный брат маркиз Сенете, но был чрезвычайно предан Фердинанду Католику: во время споров о престолонаследии, возникших после 1504 года, он был одним из немногих знатных кастильцев, сохранивших верность Фердинанду и противостоял усилиям короля Кастилии Филиппа I Красивого покончить с объединённым королевством.
С каждым разом все больше погружаясь в проблемы королевства Гранада, Тендилья изолировался от остальной семьи, становясь более консервативным и убежденным, что его дом — единственный, сохранивший верность семейным традициям Мендосы.

### Лопе Уртадо де Мендоса
Родившийся в 1499 году, он был младшим сыном Хуана Уртадо Диаса де Мендоса-и-Сальседо, сеньора Легарды, Сальседо и ла Бухада, мэра Бискайи. Поскольку он не был наследником титула мэра, его отправили к королевскому двору, где он преуспел и занял важные должности, будучи назначенным членом Совета Королевства и главным дворецким Маргариты Австрийской. Он также был губернатором Орана и послом в Португалии, Германии и Риме. Он унаследовал от своего отца сеньорию Бухада, а в 1539 году император Карлос V передал ему на попечение город Вильяррубия-де-Сантьяго. Впервые он был женат на Терезе Угарте, наследнице сеньора Астобисы. Его второй женой была Маргарита де Рохас, с которой у него был сын Фернандо де Мендоса, который отличился своей карьерой и военными действиями и стал генералом побережья Гранады и кавалером Санкти-Спиритус в Алькантаре. Он умер в октябре 1558 года.

## Семейная политика
На протяжении большей части правления католических монархов между дворянами не возникало серьёзных конфликтов или национальных кризисов, способных проверить сплоченность семьи. Графы Тендилья и кузены, отделенные от основной ветви расширением плодовитой семьи и географическим разбросом их политической карьеры, были доставлены каждый на свою сторону, чтобы обеспечить успех, не обращая внимания на семью в целом. Когда судебный процесс по завещанию снова вызвал серьёзные конфликты в Кастилии, Мендоса не мог или не хотел действовать как группа, особенно графы Тендилья заняли позицию против остальной части семьи.
В атмосфере кризиса и мятежа, охватившего Кастилию после смерти Изабеллы в 1504 году, семья Мендоса была вынуждена выбирать между своей традиционной политической поддержкой династии Трастамара, последним представителем которой был Фердинанд, закрепивший успех семьи в прошлом и установивший новой политики, или поддержать новую династию Бургундии. Третий герцог дель Инфантадо, номинальный глава Мендосы, и констебль, который фактически управлял делами семьи, благосклонно относился к Бургундии. Граф Тендилья предпочел сохранить традицию. Пока Кастилия находилась под управлением династи  Трастамара, его политика была успешной, когда стало ясно, что династия в Кастилии вымрет, позиция, занятая графом Тендиллья, оказалась пагубной для её политического и материального процветания.